# Małgorzata Ruchniewicz
Małgorzata Ruchniewicz (ur. 1970 roku w Bystrzycy Kłodzkiej) – dr hab. prof. Uniwersytetu Wrocławskiego, polska historyczka, specjalizująca się w historii Polski i Europy Środkowo-Wschodniej w XX wieku; zatrudniona w w Instytucie Historycznym Uniwersytetu Wrocławskiego, autorka licznych publikacji, w tym zagranicznych, edytorka źródeł historycznych.

## Życie
Urodziła się w 1970 roku w Bystrzycy Kłodzkiej. Dzieciństwo i wczesną młodość spędziła na Ziemi Kłodzkiej. W 1989 roku po ukończeniu Liceum Ogólnokształcącego im. Powstańców Śląskich w Bystrzycy Kłodzkiej podjęła studia z zakresu historii na Uniwersytecie Wrocławskim. Ukończyła je magisterium w 1994 roku. Następnie kontynuowała dalsze kształcenie się w ramach studiów doktoranckich na Wydziale Nauk Historycznych i Pedagogicznych UWr. Uczęszczała na seminarium prof. dr hab. Wojciecha Wrzesińskiego. Stopień naukowy doktora nauk humanistycznych w zakresie historii uzyskała w 1998 roku na podstawie pracy Repatriacja ludności polskiej z ZSRR w latach 1955–1959. 
W 1999 roku rozpoczęła pracę w Instytucie Historycznym UWr na stanowisku adiunkta, najpierw w Zakładzie Historii Gospodarczej i Demografii Historycznej, a następnie w Zakładzie Historii Europy Wschodniej. W 2011 roku Rada Wydziału Nauk Historycznych i Pedagogicznych Uniwersytetu Wrocławskiego nadała jej stopień naukowy doktora habilitowanego nauk humanistycznych w zakresie historii o specjalności historia najnowsza Polski i powszechna na podstawie rozprawy nt.: Wieś zachodniobiałoruska 1944–1953. Wybrane aspekty. W 2016 roku awansowała na stanowisko profesora Uniwersytetu Wrocławskiego. 
Jest członkinią Rady Muzeum Papiernictwa w Dusznikach Zdroju, członkinią Komitetu Redakcyjnego Polskich Dokumentów Dyplomatycznych oraz Historische Kommission für Schlesien.
Uczestniczyła w wielu projektach badawczych. W latach 2018-2024 kierowała grantem NPRH Krytyczna edycja wybranych wspomnień i relacji z kolekcji sybirackiej Archiwum Naukowego Polskiego Towarzystwa Ludoznawczego we Wrocławiu.

## Dorobek naukowy
Zainteresowania naukowe Małgorzaty Ruchniewicz związane są z historią Polski w XX wieku oraz Polaków na Kresach Wschodnich i ZSRR, historią Białorusi w XX wieku oraz dziejami Dolnego Śląska. Jest autorką lub redaktorką licznych publikacji: artykułów, monografii i edycji źródłowych, z których do najważniejszych należą.
- Repatriacja ludności polskiej z ZSRR w latach 1955–1959, wyd. Volumen, Warszawa 2000, ISBN 83-7233-042-5.
- W kraju Pana Boga. Źródła i materiały do dziejów Ziemi Kłodzkiej od X do XX wieku, Kłodzkie Towarzystwo Oświatowe Kłodzko 2003, ISBN 83-916830-3-6. Współautor Arno Herzig.
- Zrozumieć historię – kształtować przyszłość. Stosunki polsko-niemieckie w latach 1933–1949. Materiały pomocnicze do nauczania historii, M. Ruchniewicz [et al.]; pod red. Kingi Hartmann, wyd. Gajt, Wrocław–Drezno 2007, ISBN 978-83-88178-45-0; wyd. 2 2009 ISBN 978-83-88178-56-6.
- Dzieje Ziemi Kłodzkiej, wyd. Oficyna Wydawnicza Atut i DOBU-Verlag, Wrocław–Hamburg 2006, wyd. 2, 2008. Współautor Arno Herzig, ISBN 83-7432-133-4.
- Śląsk i jego dzieje, Współautorzy: Arno Herzig, Krzysztof Ruchniewicz, Wydawnictwo Via Nova, Wrocław 2012, ISBN 978-83-60544-91-4.
- Umsiedlungen, Vertreibungen und Fluchtbewegungen 1939-1959. Atlas zur Geschichte Ostmitteleuropas, Bundeszentrale für politische Bildung, Berlin 2012. Współautorzy Grzegorz Hryciuki, Bożena Szaynok i Andrzej Żbikowski.
- „Nie jesteśmy całkiem zapomniani...” Listy Jadwigi i Bolesława Haberów z łagrów i zesłania w ZSRR z lat 1946–1955, wstęp, opracowanie, tłumaczenie Małgorzata Ruchniewicz, Warszawa 2014.
- Bystrzyca Kłodzka. Zarys rozwoju miasta na przestrzeni dziejów, wyd. DTSK Silesia, Urząd Miasta i Gminy w Bystrzycy Kłodzkiej, Wrocław–Bystrzyca Kłodzka 2007. Współautorzy Stanisław Rosik i Przemysław Wiszewski, ISBN 978-83-88976-50-6. 2. wyd. Łódź Księży Młyn Dom Wydawniczy, 2018, ISBN 978-83-7729-459-8.
- Das Ende der Bauernwelt: die Sowjetisierung des westweissrussischen Dorfes 1944-1953, Wallstein Verlag, Göttingen, 2015.
- Życie w dolinach. Dzieje Świerzawy i okolic, Uniwersytet Wrocławski, Wrocław, 2015. Współautor Przemysław Wiszewski.
- Kraina stawów? Dzieje Milicza i okolic (do 1945 roku), Księgarnia Akademicka/Uniwersytet Wrocławski, Kraków, 2019. Współautorzy Paweł Jaworski i Przemysławem Wiszewski.
- "Wiek ekstremów" w Lubawce i okolicach (1914-1989), Uniwersytet Wrocławski, Wrocław, 2019.
- Kolekcja sybiracka Archiwum Naukowego Polskiego Towarzystwa Ludoznawczego we Wrocławiu : bibliografia komentowana, opracowanie M. Ruchniewicz, Polskie Towarzystwo Ludoznawcze, Wrocław, 2019 [t. 1 podserii „Świadectwa XX wieku” w ramach serii „Biblioteka Zesłańca”].
- Wysiedlenia, wypędzenia i ucieczki 1939-1959. Atlas ziem Polski, DEMART, Warszawa 2022. [wyd. 2 poprawione i uzupełnione]. Współautorzy Grzegorz Hryciuki, Bożena Szaynok i Andrzej Żbikowski.
- Od rewolucji do pierestrojki. Transformacje Wschodniej Europy w ostatnim stuleciu. Redakcja Magdalena Gibiec, Grzegorz Hryciuk, Małgorzata Ruchniewicz, Wydawnictwo LTW, Łomianki, 2022.
- Nysa. Historia miasta, tom 3: Śląski Feniks. Nysa 1945-2023, GAJT Wydawnictwo 1991 s.c., Nysa-Wrocław, 2023.
- Polen zwischen Archangelsk und Magadan. Erinnerungen an Lager und Verbannung in der Sowjetunion, 1930 bis 1950, Harrasowitz Verlag, Wiesbaden 2024.

## Nagrody i wyróżnienia
- Nagroda historyczna „Polityki” za rok 2000 w kategorii debiut za pracę Repatriacja ludności polskiej z ZSRR w latach 1955–1959[7]
- Nagroda im. Prof. B. J. Koziełło-Poklewskiego za najlepszą książkę historyczną za 2011 r. za monografię: Wieś zachodniobiałoruska 1944-1953. Wybrane aspekty, Wrocław 2010[8]
- Nagroda historyczna „Polityki” za rok 2015 w kategorii wydawnictwa źródłowe za „Nie jesteśmy całkiem zapomniani”. Listy Jadwigi i Bolesława Haberów z łagrów i zesłania w ZSRR z lat 1946–1955[7]
- Srebrny Medal Stowarzyszenia Wspólnota Polska za „pełną zaangażowania pracę na rzecz Rodaków poza granicami Kraju” (3 listopada 2022 r.)
- Nagroda historyczna „Polityki” za rok 2024 w kategorii wydawnictw źródłowych za pracę Seria „Biblioteka Zesłańca. Świadectwa XX wieku: t. 1–17” pod redakcją Piotra Cichorackiego, Marceliny Jakimowicz i Małgorzaty Ruchniewicz (Polskie Towarzystwo Ludoznawcze, Wrocław 2024)[9]